# Desmanet (familie)
Desmanet is de familienaam van een Zuid-Nederlands adellijk huis met verschillende takken.

## Geschiedenis
- De eerste notabele in de familie was Jean Desmanet, maître des forges, getrouwd met Barbe du Moustier.
- De familie Desmanet kwam als adellijk tevoorschijn in 1660 door de adelsverheffing van Martin Desmanet (overleden in 1662), zoon van Jean. Hij was getrouwd met Anne de Bruges.
- Een andere zoon van Jean was Pierre Desmanet, die trouwde met Marie de Colnet, behorende tot de familie van bekende glasblazers. Hij had twee zoons, Jean Desmanet (1656-1714), die trouwde met Clémentine Desmanet, en Pierre Desmanet (1660- ), die trouwde met Françoise de Barbançon. Ze hadden allebei kinderen die in de adel werden opgenomen.
- Bij de kinderen van Pierre werden in 1723 geadeld: Gilles-Maximilien Desmanet, Jean Desmanet (overleden in 1750), Joseph Desmanet en Celestine Desmanet.
- Met de adelsverheffing in 1725 van Philippe Desmanet, een zoon van Jean, werd de adellijke status van de familie vervolledigd.

Na de heroprichting van de adel in 1816 onder het Verenigd Koninkrijk der Nederlanden werden zes afzonderlijke takken weer in de adel opgenomen. Dit kon niet beletten dat de adellijke familie Desmanet in 1957 uitdoofde.

## Jean-Alexandre Desmanet
Jean-Alexandre Desmanet (Gerpinnes, 24 november 1734 - Barbençon, 16 december 1832) had als voorouders:
- Martin Desmanet, de geadelde uit 1660.
  - Martin Desmanet (overleden in 1696), getrouwd met Marguerite Desmanet.
    - Charles Benoît Desmanet (°1677), getrouwd met Isabelle de Sire.
      - Charles-Joseph Desmanet (°1712), getrouwd met Charlotte de Colnet.

Hij was kanunnik van de kapittelkerk van Hoei. Na 1815 werd hij burgemeester van Barbençon en lid van de Provinciale Staten van Henegouwen. In augustus 1816 was hij de tweede van de familie (na zijn broer Charles-Alexandre) om in de adelstand te worden erkend, met benoeming in de Ridderschap van de provincie Henegouwen. Hij bleef vrijgezel.

## Charles Alexis Joseph Desmanet de Biesme
Charles Alexis Joseph Desmanet de Biesme (Gerpinnes, 3 maart 1758 - Namen, 6 april 1837) was onder het ancien régime heer van Biesme-la-Colonaise en van Sart-Eustache. Hij was toen ook officier in het regiment van Vierset. Zijn  activiteiten tijdens de revolutiejaren en in de Franse tijd werden niet genoteerd. Wat zeker is, is dat hij met zijn echtgenote Marie-Thérèse de Zualart (1761-1803) een uitgebreid gezin stichtte. Tussen 1782 en 1803 werden elf kinderen geboren. Drie van hen stierven op jonge leeftijd en de moeder overleefde het elfde kinderbed niet.
In 1816 werd Desmanet erkend in de erfelijke adel en opgenomen in de Ridderschap van de provincie Namen. In 1824 werd hem de titel van burggraaf toegekend, overdraagbaar bij eerstgeboorte. Naast de vier dochters die voortreffelijk huwden, was er slechts één zoon die voor naamdragers zorgde. Het ging om Pierre-Charles Desmanet de Biesme, die lid werd van het Nationaal Congres en Belgisch volksvertegenwoordiger en senator werd. Diens dochter, Louise Desmanet (1826-1891), trouwde met graaf Charles-Amand van den Steen de Jehay. De enige zoon, Frédéric Desmanet (1831-1902), trouwde met Elisabeth Bénardaki (1843-1927), maar die kreeg slechts drie dochters, zodat met zijn dood in 1902 de mannelijke lijn uitdoofde. Zijn jongste dochter, Marie-Louise Desmanet (1862-1957), weduwe van graaf Vittorio Sallier de la Tour, overleed in Rome als laatste naamdraagster van alle Desmanets. 

## François Benoît Joseph Ignace Desmanet de Boutonville
François Benoît Joseph Ignace Desmanet de Boutonville (Virelles, 21 januari 1787 - Brussel, 31 december 1873) was een zoon van Jean-Joseph Desmanet (1731-1810) en van Eulalie de Propper, vrouwe van Boutonville. Jean-Joseph was een zoon van de in 1725 geadelde Philippe Desmanet. 
In 1817 werd François Desmanet in de erfelijke adel erkend en werd hij opgenomen in de Ridderschap van de provincie Henegouwen. Hij werd ook lid van de Provinciale Staten van Henegouwen. In 1822 werd hem de titel baron verleend, overdraagbaar bij eerstgeboorte.
Hij trouwde in 1816 met Marie-Catherine de Bruyn d'Hovorst (1798-1879) en ze hadden twee dochters en een zoon, Albéric Desmanet (1825-1880), die vrijgezel bleef en met hem stierf ook deze familietak uit.

## 'MarieLouisFrançois Florent Roch Desmanet d'Erquenne
Marie Louis François Florent Roch Desmanet d'Erquenne (Fontaine-l'Évêque, 16 augustus 1800 - Bergen, 6 augustus 1870) was een zoon van Philippe Josephe Eugène Desmanet, die lid van de Tweede Kamer der Staten Generaal werd, en van Virginie Maghe. Hij was een achterkleinzoon van de Jean Desmanet die in 1723 geadeld was. Hij trouwde in 1841 met Marie-Louise Le Vieux de Droesbeke (1818-1898). De weduwe bekwam in 1883, uit hoofde van haar overleden man, adelserkenning voor haar en voor haar dochter. De enige overlevende dochter, Marie-Louise Desmanet (1847-1898), verkreeg de persoonlijke titel burggravin in 1889. Ze was in 1871 getrouwd met Ernest Darrigade (1843-1882), burgemeester van Mirwart.
Deze familietak was derhalve in 1870 uitgedoofd.

## Leopold Joseph Ladislas Desmanet de Sains
Leopold Joseph Ladislas Desmanet de Sains (Bergen, 20 juni 1769- 's-Gravenbrakel, 22 april 1831) was een zoon van Jean Desmanet (1732-1813), heer van Sains, en van Catherine de Jonchère. Deze was een zoon van Joseph Desmanet, die in 1723 in de adel werd opgenomen.
Léopold werd in 1822 erkend in de erfelijke adel en benoemd tot lid van de Ridderschap van de provincie Henegouwen. Hij werd namens de Ridderschap lid van de Provinciale Staten van Henegouwen.
Hij bleef vrijgezel en met hem was deze tak in 1831 uitgedoofd. 

## Albert Xavier Joseph Desmanet de Grignart
Albert Xavier Joseph Desmanet de Grignart (Bergen, 22 september 1772 - 's-Gravenbrakel, 15 september 1856) was een broer van Leopold-Joseph. Hij werd samen met zijn broer in 1822 in de adel erkend en benoemd in de Ridderschap van de provincie Henegouwen. Hij trouwde in 1800 met Félicité de Wolff (1778-1853) en ze hadden twee dochters en twee zoons. De oudste zoon, Rodolphe Desmanet (1801-1860), had twee dochters. De jongste, Gustave Descanton (1804-1878), had een dochter en een zoon Albert (1829-1899), die vrijgezel bleef.
Deze familietak is derhalve in 1899 uitgestorven.